# 08/15 Zweiter Teil
08/15 Zweiter Teil ist ein deutscher Kriegsfilm aus dem Jahr 1955. Er ist der zweite Teil der dreiteiligen Filmreihe 08/15, die auf Hans Hellmut Kirsts Roman 08/15 beruht.

## Handlung
Auch an der Ostfront geht der 08/15-Kommissbetrieb weiter: Oberleutnant Wedelmann, der bei den Soldaten beliebte Chef der Artilleriebatterie, in der auch Asch, Vierbein und Kowalski eingesetzt sind, wird von Hauptmann Witterer abgelöst, der bisher ausschließlich an der Heimatfront war. Dieser will es im Kriegsgebiet zum einen so bequem wie möglich haben, zum anderen aber endlich einen Orden bekommen.
Der mittlerweile zum Unteroffizier beförderte Vierbein ist nach wie vor ein sanftmütiger junger Mann, konnte sich aber als mit dem Eisernen Kreuz 1. Klasse ausgezeichneter Panzerkämpfer mittlerweile den Respekt seiner Kameraden und Vorgesetzten verschaffen. Er wird von Oberstleutnant von Plönnies mit dem Spezialauftrag in die Heimat abkommandiert, die schon vor Monaten angeforderten neuen Funkgeräte an die Front zu holen. Oberleutnant Schulz (dem ein Fronteinsatz bis zum Schluss versagt bleibt) freut sich zunächst, Vierbein wiederzusehen. Als er jedoch von dessen Auszeichnung erfährt, wird er neidisch und versucht, Vierbein Steine in den Weg zu legen; durch die Hilfe von Oberstleutnant von Plönnies, der Schulz mitten in der Nacht anruft und maßregelt, kann Vierbein seinen Auftrag aber doch noch erfüllen. Allerdings muss er bei seinem Abschiedsbesuch bei der ihm seelisch verbundenen Lore Schulz erkennen, dass ihm durch den ständigen Umgang mit Waffen das Klavierspielen nicht mehr von der Hand geht. Auch Aschs Schwester Ingrid, mit der Vierbein liiert ist, trifft er nicht mehr an, als er sich kurzfristig im Café Asch von ihr verabschieden will. Umso schneller möchte Vierbein wieder an die Front zurück.
Dort angekommen, wird Vierbein auf erschütternde Weise Opfer des rücksichtslosen Witterer, der selbst heil davonkommt: Bei einer völlig sinnlosen Panzerabwehraktion flüchtet sich Vierbein in ein Deckungsloch, über dem sich ein sowjetischer Panzer mehrfach um die eigene Achse dreht und ihn lebendig begräbt. Asch und Kowalski finden ihren Freund tot auf und Asch liest einen pazifistischen Liebesbrief an seine Schwester Ingrid vor, den Vierbein bei sich hatte. Im Hintergrund erklingt die Melodie des Liedes Der gute Kamerad.

## Produktion
Der Film wurde von der Produktionsfirma KG Divina GmbH & Co. hergestellt. Die Firma gehörte Ilse Kubaschewski, die zugleich Inhaberin des Erstverleihs Gloria-Film GmbH & Co. Filmverleih KG war. 
Die Außenaufnahmen entstanden in der Umgebung von Jämijärvi in Finnland, die Atelieraufnahmen im Divina-Studio Baldham.
Die Uraufführung erfolgte am 12. August 1955 in mehreren Städten, darunter Hamburg, Dortmund und Duisburg.

## Kritiken
- „Ordinärer noch als der erste Teil und mehr am Gelächter im Parkett interessiert als an der kritischen Beleuchtung der Landsermoral. Der ernste Schluß bildet kein ausreichendes Gegengewicht.“ – 6000 Filme. Kritische Notizen aus den Kinojahren 1945 bis 1958. Handbuch V der katholischen Filmkritik, 3. Auflage, Verlag Haus Altenberg, Düsseldorf 1963, S. 324.
- „Der Zweite Weltkrieg als spaßige Unterhaltung – Filmfortsetzung nach dem Trivialroman von Kirst.“ (Wertung: 2 Sterne = durchschnittlich) – Adolf Heinzlmeier und Berndt Schulz in Lexikon „Filme im Fernsehen“ (Erweiterte Neuausgabe). Rasch und Röhring, Hamburg 1990, ISBN 3-89136-392-3, S. 615.
- „[…] noch ordinärer als der erste Teil und – trotz des aufgesetzt ‚ernsthaften‘ Schlusses – völlig unbrauchbar als Auseinandersetzung mit der Landsermoral.“ – Lexikon des internationalen Films[2]